# لیگاند

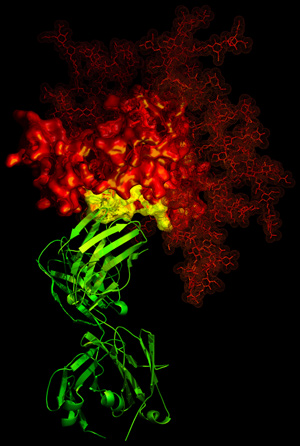

لیگاند (به انگلیسی: Ligand) در شیمی به مولکول یا یونی گفته می‌شود که با فلز مرکزی پیوند برقرار کرده و ترکیب کمپلکس دهد. در شیمی پیوند، یک لیگاند یونی یا مولکولی (گروه تابع) است که به یک اتم مرکزی فلزی متصل می‌شود؛ تا یک ترکیب پیوندی را تشکیل دهد. رابطه میانی فلز و لیگاند به‌طور کل در بر دارنده یک یا بیشتر از یک جفت الکترون‌های لیگاند است. طبیعت پیوند فلز – لیگاند را می‌توان از پیوند با یون دسته‌بندی کرد. به علاوه؛ ترتیب پیوند فلز – لیگاند را می‌توان از یک تا سه دسته‌بندی کرد. لیگاندها همانند پایه و اساس لویس دیده می‌شوند؛ اگرچه موارد کمیابی را می‌شناسیم که در بر دارنده «لیگاند» اسیدی لویس باشد.
فلزات و شبه فلزات محدود به لیگاندهای موجود در همه شرایط محیط می‌باشند؛ اگر چه یون‌های فلزی «عادی» گازی را می‌توان در خلاء بزرگ تولید کرد. لیگاندها در یک ترکیب بیانگر انفعالات اتم مرکزی می‌باشند؛ که سرعت‌های جابجایی لیگاند را در بر دارد، انفعالات خود لیگاندها و(redox) اکسایش و گزینش لیگاند توجه اساسی به بسیاری از نواحی کاربردی است که شیمی bioinorganic و دارویی، شیمی تجزیه همگن و شیمی زیست‌محیطی را داراست.
لیگاندها را می‌توان به راه‌های بسیاری دسته‌بندی کرد: وزن آن‌ها، سایز آن‌ها (حجم آن ها)، همان اتم‌های پیوندی و تعداد الکترون‌های دهنده به فلز ( لامسه ای) و سایز یک لیگاند را زاویه مخروطی شکل آن بیانگر است.

## تاریخچه
تشکیل ترکیبات پیوندی از اوایل 1800s شناخته شده‌است؛ نیل فرنگی و copper (مس) - Vitriol (تند و سوزاننده). پیشرفت اساسی غیرمنتظره زمانی رخ داد که آلفرد ورنر فرمول‌ها و ایزومرها را منطبق کرد. وی نشان داد که میان مواد دیگرهم که فرمول‌های ترکیبات زیاد کبالت (III) و کروم (III) را تشکیل می‌دهد؛ می‌توان این امر را درک کرد ؛ در صورتی‌که فلز شش لیگاند در یک هندسه 8 سطحی داشته باشد. اولین بار آلفرد استاک و کارل سامیسکی واژه «لیگاند» را به کار بردند؛ در رابطه با شیمی سیلیسیوم. این نظریه اجازه می‌دهد تا تفاوت میان کلراید یونی در کلرایدهای آمینه کبالت را بیان می‌کند و به شرح بسیاری از ایزومرهایی که در گذشته غیرقابل توضیح بوده اند؛ می‌پردازد. او اولین ترکیب پیوندی را که henol در ایزوم‌های نوری نامیده شد، تعیین کرد؛ با توقف نظریه‌ای که وابسته به یک شکل سه بعدی در آن ضرورتاً با ترکیبات کربن پیوند زده شده بود.

## قدرت یک لیگاند
قدرت لیگاندهای مختلف در تشکیل پیوند با فلزات با هم تفاوت دارد. تفاوت قدرت لیگاندها باعث تفاوت در مقدار شکافتگی سطوح انرژی در فلز در اثر حضور لیگاند می‌شود. این مورد از مباحث نظریه میدان لیگاند است.
به‌طور کل می‌توان لیگاندها را به عنوان دهندگان الکترون و فلزات را به عنوان پذیرشدهندگان الکترون تلقی کرد؛ چرا که لیگاند و فلز مرکزی به یکدیگر وصل هستند و لیگاند دو الکترون را فراهم می‌آورد تا به جای پیوستگی با فلز و لیگاند قرار دهد – هر یک فراهم‌کننده یک الکترون است. پیوستگی اغلب با استفاده از فرمول‌سازی نظریه مولکولی اوربیتال توصیف می‌شود. HOMO (اوربیتالی که بیشترین مولکول را داراست) را می‌توان از ویژگی‌های لیگاند یا فلزات دانست.

## سایت‌های فعال در لیگاند
تعداد سایت‌های فعال در لیگاندها متغیر است. در شیمی معدنی لیگاند (چنگاله) دارای چند سایت فعال برای حمله به یک فلز را، لیگاند چنگالنده (به انگلیسی: chelator) می‌نامند.
در شیمی آلی فلزی لیگاندهای دو یا چند دندانه به سه شکل دانگل، کی لیت یا پل به فلز متصل می‌شوند.

## اثر قدرت لیگاند در ساختار ترکیبات کمپلکس
به دلیل تفاوت مقدار میدان لیگاندها ساختمان ترکیبات کمپلکس از هم متفاوت است. این ترکیبات می‌توانند ساختاری هشت وجهی یا چهاروجهی داشته باشند.